# ライアン・トーマス
ライアン・ジャレッド・トーマス（Ryan Jared Thomas、1994年12月20日 - ）は、ニュージーランド・ティプーケ出身のサッカー選手。PECズヴォレ所属。ポジションはミッドフィールダー。元ニュージーランド代表。

## クラブ経歴
ニュージーランドのクラブをいくつか転々とした後、2013年9月、PECズヴォレのトライアルを受け、28日にクラブに加入した。2014-15シーズンからレギュラーの座を掴み、5シーズンの在籍でリーグ戦123試合に出場した。
2018年8月10日、PSVアイントホーフェンと3年契約を結んだ。

## 代表経歴
2014年3月5日、日本代表との親善試合でニュージーランド代表デビュー。